# Agrahara, Koratagere
Agrahara là một làng thuộc tehsil Koratagere, huyện Tumkur, bang Karnataka, Ấn Độ.